# Zlatno
Zlatno es un municipio del distrito de Poltár en la región de Banská Bystrica, Eslovaquia, con una población estimada a final del año 2024 de 439 habitantes.
Se encuentra ubicado en el centro de la región, cerca del río Ipoly —un afluente izquierdo del Danubio— y de la frontera con Hungría.

## Demografía
| Año        | 1994 | 2004 | 2014    | 2024    |
| ---------- | ---- | ---- | ------- | ------- |
| Población  | 0    | 514  | 472     | 439     |
| Diferencia |      | –    | −8,17 % | −6,99 % |

| Año        | 2023 | 2024    |
| ---------- | ---- | ------- |
| Población  | 447  | 439     |
| Diferencia |      | −1,78 % |